# Супербоул XXXIX
Супербоул XXXIX (англ. Super Bowl XXXIX) — стал 39-м матчем Супербоул. Это решающая игра Национальной футбольной лиги в сезоне 2004 года. Матч прошёл 6 февраля на стадионе «ALLTEL Stadium» в городе Джэксонвилл (штат Флорида, США).
В матче получили право играть лучшая команда Американской футбольной конференции — «Нью-Ингленд Пэтриотс» и Национальной футбольной конференции — «Филадельфия Иглз».
В третий раз и вторую подряд победу в Супербоуле одержал «Нью-Ингленд», обыграв «Филадельфию» 24-21. Ресивер «Пэтриотс» Дэйон Брэнч был признан самым ценным игроком матча.

## Трансляция
В США игру транслировал Fox.

## Ход матча
ПЕРВАЯ ПОЛОВИНА
В первой четверти команды не набрали очки. В начале второй четверти матча, Филадельфия открыла счет тачдауном. За минуту до перерыва, Нью-Ингленд сравнял счет тачдауном, 7:7.
ВТОРАЯ ПОЛОВИНА
В начале третьей четверти тачдаун от «Пэтриотс» делает счет 14:7 в пользу Нью-Ингленда. За три минуты до конца третьей четверти, Филадельфия сравнивает счет тачдауном, 14:14. В начале четвёртой четверти, Нью-Ингленд оформил тачдаун, а через пять минут филд гол. За 1:48 до конца, «Иглз» сделают тачдаун, и счет станет 24:21 в пользу Нью-Ингленда. Удар в сторону не удался и Нью-Ингленд выиграл игру.
Супербоул XXXIX: Нью-Ингленд Пэтриотс 24, Филадельфия Иглз 21
|                | 1 | 2 | 3 | 4  | Финал |
| -------------- | - | - | - | -- | ----- |
| Пэтриотс (АФК) | 0 | 7 | 7 | 10 | 24    |
| Иглз (НФК)     | 0 | 7 | 7 | 7  | 21    |

на стадионе Alltel , Джексонвилл, штат Флорида
- Дата: 6 февраля 2005 года.
- Погода в игре: 15 ° C (59℉), облачно

NE-Нью-Ингленд, PHI-Филадельфия, ЭП-Экстрапоинт
■ Первая четверть:
■ Вторая четверть:
- 9:55-PHI-6-ярдовый тачдаун+ЭП, Филадельфия повела 7:0
- 1:10-NE-4-ярдовый тачдаун+ЭП, ничья 7:7

■ Третья четверть:
- 11:04-NE-2-ярдовый тачдаун+ЭП, Нью-Ингленд повел 14:7
- 3:35-PHI-10-ярдовый тачдаун+ЭП, ничья 14:14

■ Четвёртая четверть:
- 13:44-NE-2-ярдовый тачдаун+ЭП, Нью-Ингленд повел 21:14
- 8:40-NE-22-ярдовый филд гол, Нью-Ингленд ведет 21:14
- 1:48-PHI-30-ярдовый тачдаун+ЭП, Нью-Ингленд ведет 24:21